# Sitanion hordeoides
Sitanion hordeoides är en gräsart som beskrevs av Wilhelm Nikolaus Suksdorf.
Sitanion hordeoides ingår i släktet Sitanion och familjen gräs. Inga underarter finns listade i Catalogue of Life.